# ヘンリエッテ・アマーリエ・フォン・アンハルト＝デッサウ (1666-1726)
ヘンリエッテ・アマーリエ・フォン・アンハルト＝デッサウ（Henriette Amalie von Anhalt-Dessau, 1666年8月26日 - 1726年4月18日）は、ドイツのアンハルト＝デッサウ侯ヨハン・ゲオルク2世の娘で、ナッサウ＝ディーツ侯ヘンドリック・カシミール2世の妻。1696年から1707年にかけ、フリースラント州、フローニンゲン州、ドレンテ州の総督職を摂政として代行した。

## 生涯
ヨハン・ゲオルク2世とその妻でオラニエ公フレデリック・ヘンドリックの娘であるヘンリエッテ・カタリーナの間の四女として生まれた。両親にとっては実質的に2番目の娘である。1683年11月26日にデッサウで、互いの母親が姉妹同士の従兄であるナッサウ＝ディーツ侯ヘンドリック・カシミール2世と結婚した。夫はネーデルラント連邦共和国のフリースラント、フローニンゲン、ドレンテの3州の総督を務めていた。1696年に夫ヘンドリック・カシミールが亡くなると、ヘンリエッテ・アマーリエは幼くして3州の総督職を継いだ息子ヨハン・ウィレム・フリーゾの摂政に就任した。
ヘンリエッテ・アマーリエは母親から非常に優れたオランダ絵画のコレクションを遺産として相続した。1710年、彼女は総督の母親として「貞節のいと高貴なる騎士団（Le Très Noble Ordre de la Fidélité）」を創設した。またヘンリエッテは次女の出産時に助産婦で医学者のユスティーネ・ジーゲムンディンに出産の世話を頼んでいる。ヘンリエッテ・アマーリエは1704年から1709年にかけ、フランス人建築家ダニエル・マロに命じて居城のオラニエンシュタイン城（Schloss Oranienstein）をバロック様式に改築させ、1726年にこの城で亡くなった。

## 子女
- ウィレム・ヘオルヘ・フリーゾ（1685年 - 1686年）
- ヘンリエッテ・アルベルティーネ（1686年 - 1754年）
- ヨハン・ウィレム・フリーゾ（1687年 - 1711年） ナッサウ＝ディーツ侯、オラニエ公
- マリア・アマーリア（1689年 - 1711年）
- ソフィア・ヘドウィヒ（1690年 - 1734年） 1709年、メクレンブルク公カール・レオポルトと結婚
- イサベレ・シャルロッテ（1692年 - 1757年） 1725年、ナッサウ＝ディレンブルク侯クリスティアンと結婚
- ヨハンナ・アグネス（1693年 - 1765年）
- ルイーゼ・レオポルディーナ（1695年 - 1758年）
- ヘンリエッテ・カシミーラ（1696年 - 1738年）